# Slag om Norg
La Slag om Norg és una competició ciclista que es disputa anualment al poble de Norg, al municipi de Noordenveld als Països Baixos. Creada al 2014, la cursa combina trams de carretera amb altres per pistes de terra, semblant a la Strade Bianche italiana o la Tro Bro Leon francesa. Des del 2016 forma part del calendari de l'UCI Europa Tour.

## Palmarès
| Any  | Vencedor             | Segon              | Tercer           |         |
| ---- | -------------------- | ------------------ | ---------------- | ------- |
| 2012 | Mike Teunissen       | Emiel Dolfsma      | Tijmen Eising    |         |
| 2013 | Gert-Jan Bosman      | Tijmen Eising      | Ramses Bekkenk   |         |
| 2014 | Ronan van Zandbeek   | Coen Vermeltfoort  | Twan Brusselman  |         |
| 2015 | Johim Ariesen        | Gert-Jan Bosman    | Koos Jeroen Kers |         |
| 2016 | Fabio Jakobsen       | Twan van den Brand | Peter Schulting  |         |
| 2017 | Gianni Vermeersch    | Jesper Asselman    | Dennis Bakker    |         |
| 2018 | Jan-Willem van Schip | Robin Carpenter    | Rick van Breda   |         |
| 2019 | Coen Vermeltfoort    | Thomas Stewart     | Ivar Slik        |         |
| 2020 | suspesa              | suspesa            | suspesa          | suspesa |
| 2021 | suspesa              | suspesa            | suspesa          | suspesa |
| 2022 | suspesa              | suspesa            | suspesa          | suspesa |
| 2023 | suspesa              | suspesa            | suspesa          | suspesa |